# Sund, Åland

Ålands kommuner

Sund är en kommun på Åland i Finland. Den ligger i nordost på den åländska huvudön (fasta Åland) och cirka 20 kilometer från Mariehamn, Ålands huvudort. Sund har cirka 1 000 invånare och en yta på 184  km². Sedan 2004 har kommunfullmäktige i Sund 15 ledamöter och kommunstyrelsen 6 ledamöter. Kommunkansliet ligger i byn Björby.
Sunds kommun styrs och förvaltas i enlighet med kommunallagen för landskapet Åland (1997:73), som till vissa delar avviker från den finländska kommunallagen. Detta är en följd av den självstyrelse som Åland har sedan början av 1920-talet och som ger landskapet egen lagstiftningsbehörighet på många områden.

## Näringsliv
Sund är en turistkommun tack vare flera välbesökta sevärdheter och en populär golfbana i Kastelholm. Flertalet arbetsplatser i kommunen finns inom servicenäringarna. Det finns också många småföretagare inom jordbruket, byggbranschen och turistnäringen. Till de största arbetsgivarna hör Sunds kommun. Ett detaljplanerat industriområde finns i byn Svensböle invid landsvägen genom kommunen. Där är tre företag etablerade samt kommunens återvinningscentral.

## Historia
Sunds kommun tillkom när de gamla församlingarna i Finland (kyrksocknarna och kapellen) organiserades om enligt 1865 års förordning om kommunalförvaltning. Sunds församling behöll ansvaret för de kyrkliga frågorna, medan ett nytt förvaltningsorgan inom samma geografiska område, Sunds landskommun (numera Sunds kommun),  övertog ansvaret för världsliga uppgifter.

### Historiska sevärdheter
Sund utsågs 1993 till ett av 27 nationallandskap i Finland tack vare bygdens många forn- och kulturminnen. De mest betydande sevärdheterna är:
- Kastelholms slott, Ålands enda medeltida borg. I direkt anslutning ligger friluftsmuseet Jan Karlsgården och fängelsemuseet Vita Björn.

- Bomarsunds fästning från 1800-talet, sprängd till ruiner efter slaget vid Bomarsund. På området ligger Bomarsunds besökscenter, öppnat 2022.

- Sunds kyrka helgad Johannes Döparen från 1200-talet är Ålands största kyrka.

## Geografi
Sunds gränser har varit oförändrade sedan kommunens tillkomst. 
I Sund finns 28 byar: 
Berg, Björby, Brändbolstad, Bomarsund och Prästö (med Bomarsunds fästning), Domarböle, Finby, Gesterby, Gunnarsby, Hulta, Högbolstad, Jussböle, Kastelholm (med Kastelholms slott), Kulla, Lappböle, Lövvik, Mångstekta, Persby, Prästgården, Rosenberg (tidigare Håkanböle), Sibby, Smedsböle, Strömbolstad, Sundby, Svensböle, Tosarby, Tranvik, Träsk och Vivastby. 
Vidare kan nämnas öarna Fastersbyön och Tingön, sunden Bomarsund och Slottssundet samt naturreservatet Prästgårdsskogen. Mellan Vårdö och Sunds kommuner ligger Simskälafjärden och Vargatafjärden.

## Kommunvapen

Sunds vapen.

Sunds kommuns vapen antogs av kommunalfullmäktige den 27 december 1947 och fastställdes av Ålands landskapsnämnd den 19 december 1951. 
Blasoneringen lyder: I rött fält en krenelerad försvarsmur med torn av guld, krönt med en gyllene vindflagga.

## Bilder från Sund

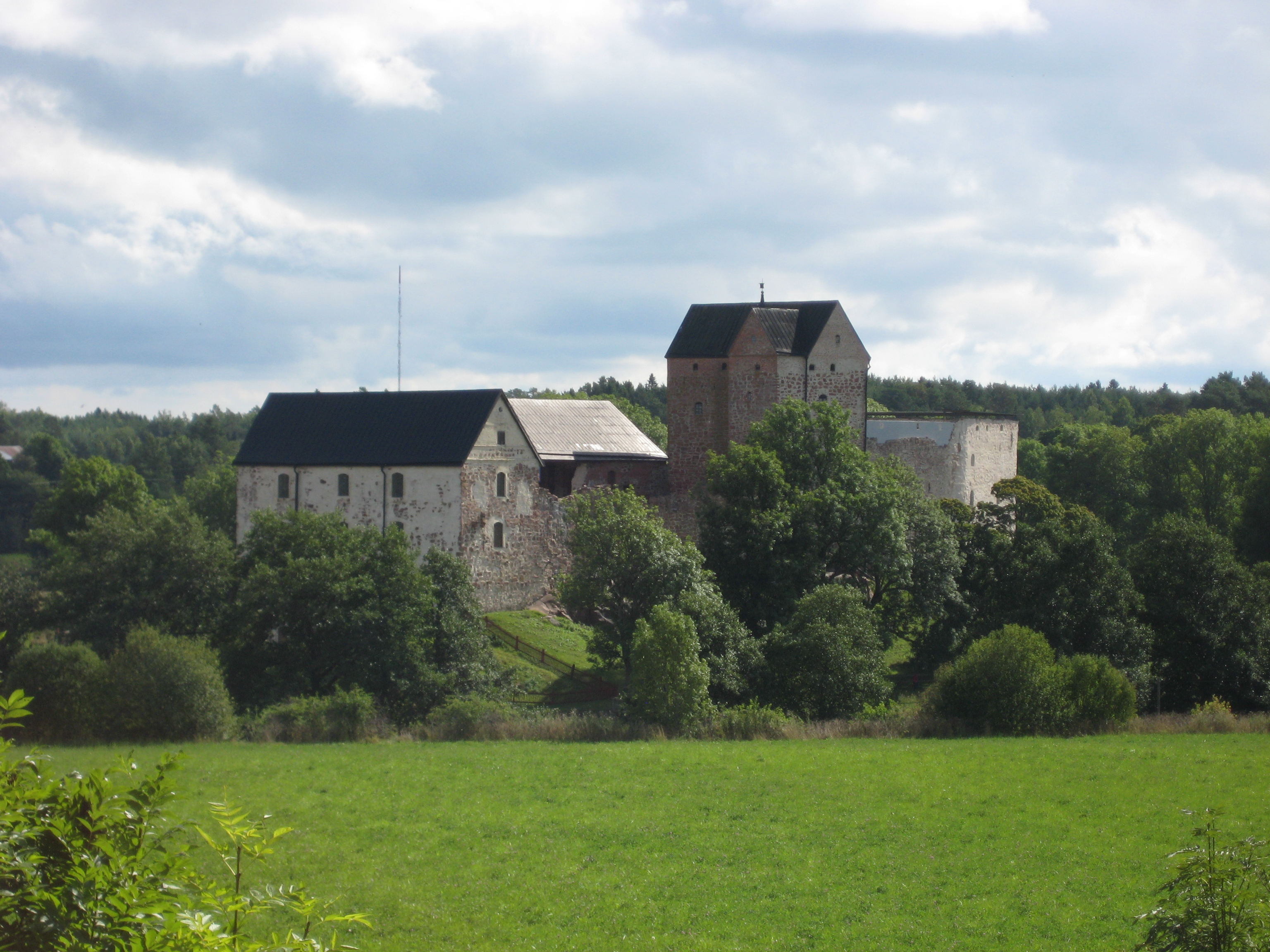
Kastelholms slott.
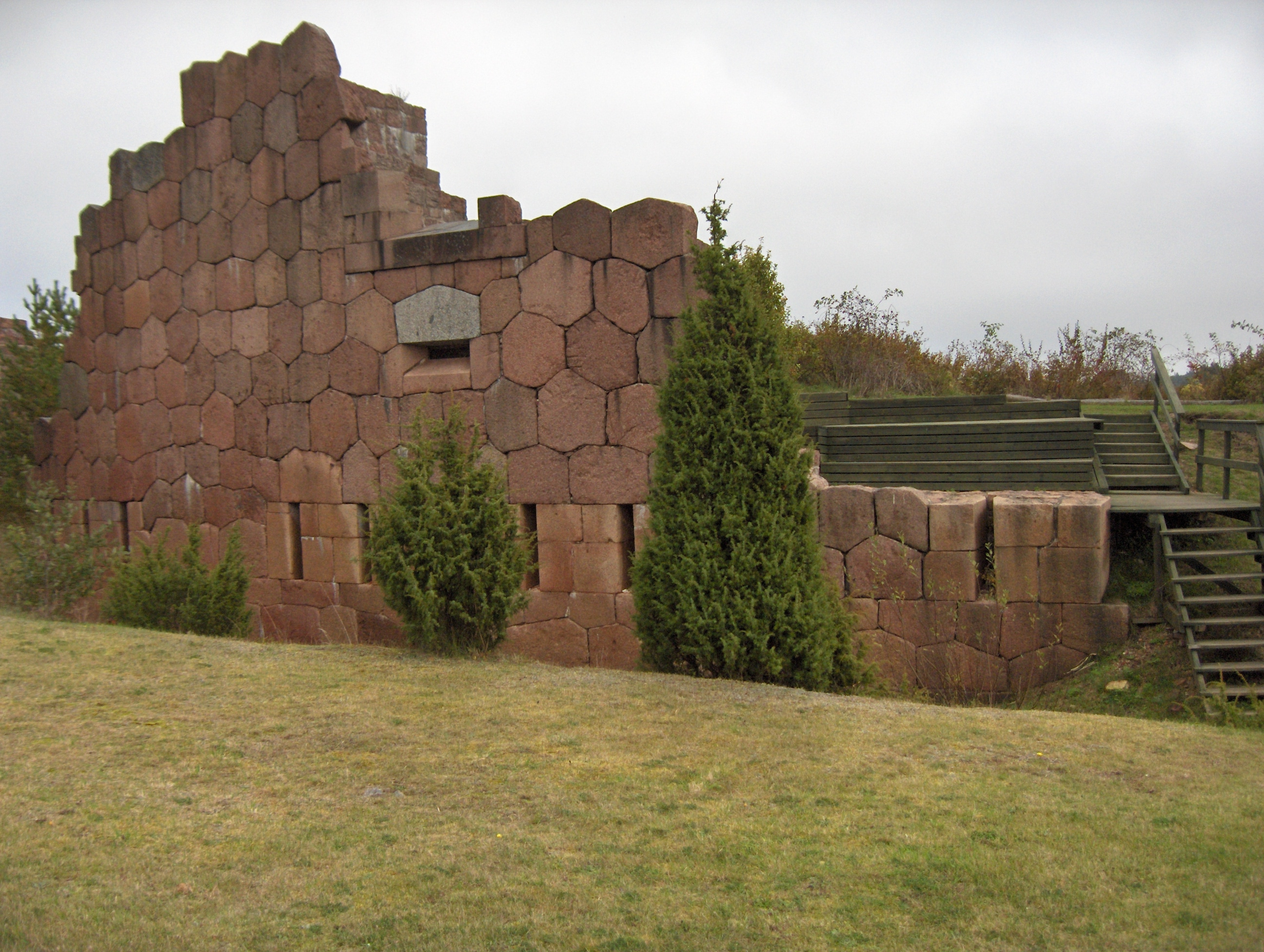
Bomarsunds fästning.
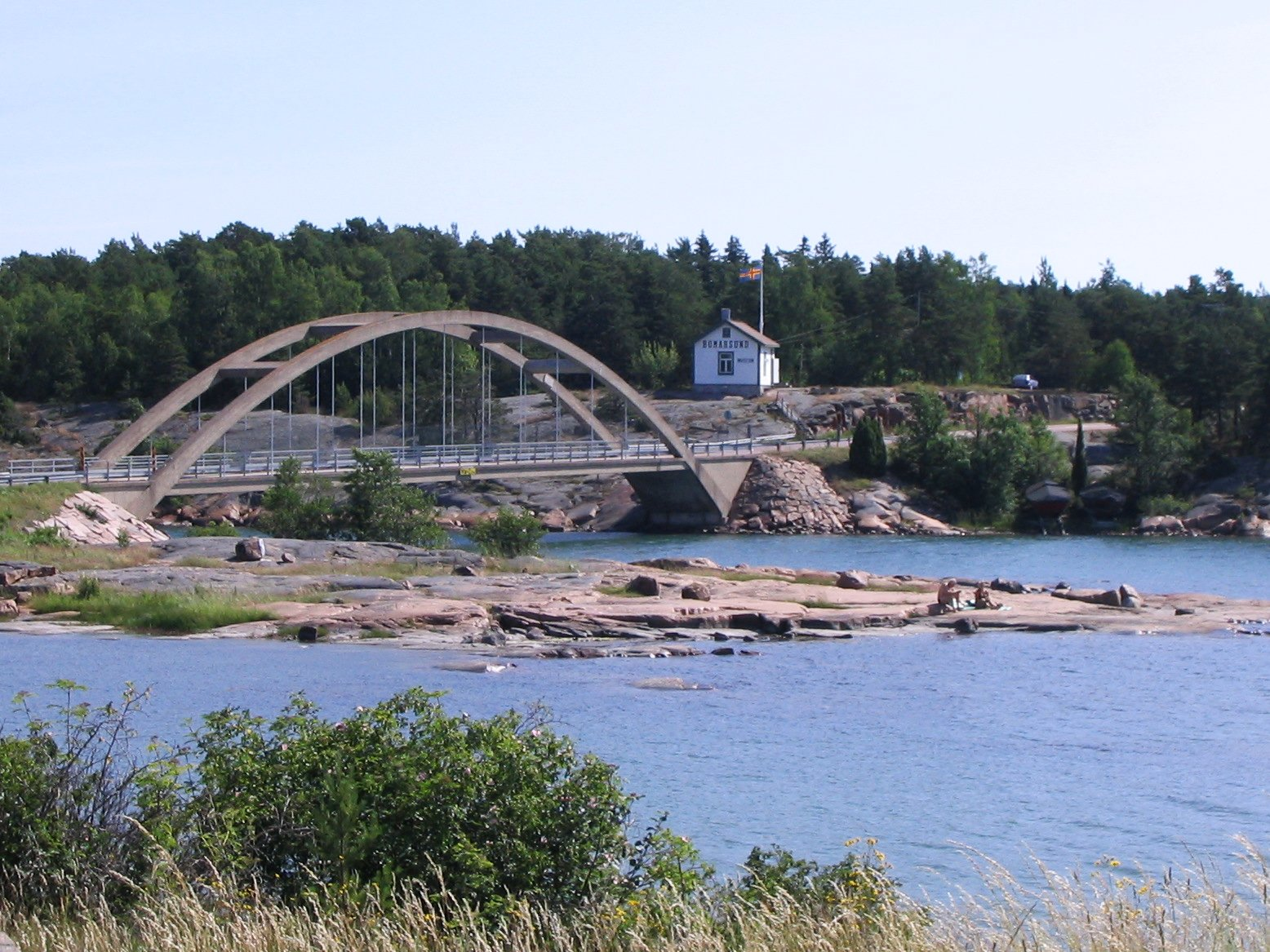
Gamla Prästöbron.
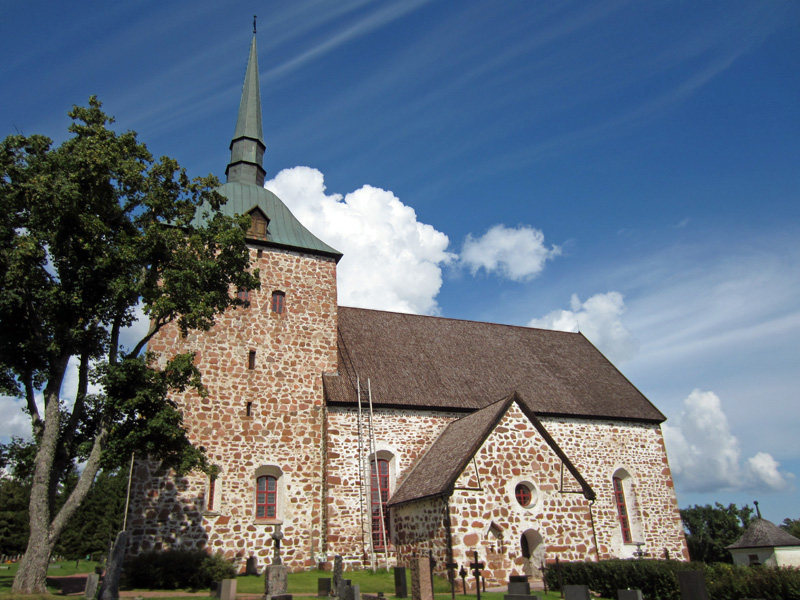
Sunds kyrka.

## Demografi

### Befolkningsutveckling
| Befolkningsutvecklingen i Sunds kommun 1910–2020               | Befolkningsutvecklingen i Sunds kommun 1910–2020 | Befolkningsutvecklingen i Sunds kommun 1910–2020 | Befolkningsutvecklingen i Sunds kommun 1910–2020 | Befolkningsutvecklingen i Sunds kommun 1910–2020 |
| -------------------------------------------------------------- | ------------------------------------------------ | ------------------------------------------------ | ------------------------------------------------ | ------------------------------------------------ |
|                                                                |                                                  |                                                  |                                                  |                                                  |
| År                                                             |                                                  |                                                  | Folkmängd                                        |                                                  |
| 1910                                                           | 1910                                             |                                                  | 1 521                                            |                                                  |
| 1920                                                           | 1920                                             |                                                  | 1 439                                            |                                                  |
| 1930                                                           | 1930                                             |                                                  | 1 376                                            |                                                  |
| 1940                                                           | 1940                                             |                                                  | 1 441                                            |                                                  |
| 1950                                                           | 1950                                             |                                                  | 1 382                                            |                                                  |
| 1960                                                           | 1960                                             |                                                  | 1 151                                            |                                                  |
| 1970                                                           | 1970                                             |                                                  | 949                                              |                                                  |
| 1980                                                           | 1980                                             |                                                  | 939                                              |                                                  |
| 1990                                                           | 1990                                             |                                                  | 948                                              |                                                  |
| 2000                                                           | 2000                                             |                                                  | 1 013                                            |                                                  |
| 2010                                                           | 2010                                             |                                                  | 1 019                                            |                                                  |
| 2020                                                           | 2020                                             |                                                  | 1 007                                            |                                                  |
| Anm: Uppgifterna avser förhållandena den 31 december varje år. |                                                  |                                                  |                                                  |                                                  |